# Philonotis nigricans
Philonotis nigricans är en bladmossart som beskrevs av Theodor Carl Karl Julius Herzog 1916. Philonotis nigricans ingår i släktet källmossor, och familjen Bartramiaceae. Inga underarter finns listade i Catalogue of Life.